# Рикети II (Катанцаро)
Рикети II је насеље у Италији у округу Катанцаро, региону Калабрија.
Према процени из 2011. у насељу је живело 74 становника. Насеље се налази на надморској висини од 153 м.